# Karteuserordenen
Karteuserordenen (Ordre des Chartreux eller St. Bruno-ordenen) er en romersk-katolsk-orden, der rummer såvel nonner som munke. De aflægger såvel de almindelige klosterløfter som løfte om total isolation fra verden.
Ordenen blev grundlagt af Sankt Bruno af Køln i 1084, som byggede det første kloster i en dal i Chartreuse Bjergene i Frankrig.
Karteusernes motto er på latin: Stat crux dum volvitur orbis (på dansk: Korset er stabilt, medens verden bevæger sig).
Fra klosteret i Chartreuse i Frankrig udgik den danske karteuserorden, som pålagde sine medlemmer fuldstændig tavshed.

## Karteuserne og Danmark
I 1100-tallet forsøgte ærkebisp Eskil at få oprettet et karteuserkloster i Danmark. Han skrev til den ansete abbed Petrus og anmodede ham om at rette henvendelse til Chartreuse og forberede hans projekt. Klosterbroder Roger skulle i første omgang sendes til Danmark. Hele projektet blev tiltrådt af brødrekonventet i Chartreuse. Broder Roger foretog derfor den lange rejse til det fjerne land i nord. Vel ankommet mødte han den ærværdige ærkebiskop, som foreslog Asserbo i Nordøstsjælland som stedet for det nye kloster. Roger beså stedet, der var så fjernt, øde, vildt, utilgængeligt og svagt befolket som noget sted i landet.
Efter denne besigtigelse gik abbed Petrus i gang med at hverve munke til det nye kloster. Det viste sig sværere, end han og brødrekonventet havde ventet; der gik et helt år, før frivillige meldte sig. Abbeden indså, at der måtte ske noget. Man kunne jo ikke undlade at opfylde det tilsagn, brødrekonventet havde givet, så Petrus opfordrede samtlige priorer af karteuserordenen til at bidrage til fuldførelsen af det igangsatte.
Den skrivelse, som Petrus lod sprede, sluttede:
"Denne broder, nærværende brevviser, beder på vore og mange andres vegne om, at der fra jer må blive sendt arbejdere ud til Herrens høst. Thi der står en stor høst på marken i Danmark, afgrøden lysner mod høst, men arbejderne er få og deres antal for ringe til at forkynde lammet. Lade det derfor ikke fortryde jer, være for strengt eller for håbløst at udsende nogle af Jeres brødre, som kan bringe Guds navn og Jeres hellige orden til hint land i håbet om at høste hundrede, ja snarere tusinde fold. Jeres er sejrskransen og æren, hvis Gud ved jeres eksempel vinder flere sjæle, og i glansens rige vil Jeres løn blive større og mere strålende for Guds og de hellige engles åsyn, takket være frelsen af andre. Lev vel."
Det hjalp! Det lykkedes at samle en lille skare, som var rede til at påtage sig det ædle høstarbejde i det fjerne nord.
Eskil var i Frankrig, da skaren drog af sted, så en anden har måttet tage mod dem i Danmark. Til sidst nåede de Asserbo. Da  munkene nåede frem, sagde de ingenting, men drog tilbage til Frankrig. Siden vendte de ikke tilbage til Danmark.
Skoven i Asserbo skænkede Absalon til Sorø Kloster.